# Гранада КФ
Вижте пояснителната страница за други значения на Гранада.
Гранада Клуб де Футбол (на испански: Granada Club de Fútbol) е испански футболен клуб, който играе в Ла Лига.

## История
Гранада е създаден на 14 април 1931 година. Първият президент е Хулио Лопез Фернандез.
Първият футболен мач на отбора е срещу Депортиво Джаен, спечелен с 2 – 1. Първия гол в историята на клуба и в мача вкарва Антонио Бомбилар.
След няколко повишавания в лигите, Гранада прави дебюта си в Ла Лига през сезон 1941 – 1942.
През 1959 Гранада прави най-големият си успех – вицешампион за купата на краля. Мачът се играе на Сантяго Бернабеу като губи от ФК Барселона с 4 – 1.

## Гранада в Европа
| сезон   | турнир      | кръг          | противник         | домакин | гост | общо    |
| ------- | ----------- | ------------- | ----------------- | ------- | ---- | ------- |
| 2020-21 | Лига Европа | Втори квалиф. | Теута             | _       | 4-0  | _       |
| 2020-21 | Лига Европа | Трети квалиф. | Локолотив Тбилиси | 2-0     | _    | _       |
| 2020-21 | Лига Европа | Плай офи      | Малмьо            | _       | 3-1  | _       |
| 2020-21 | Лига Европа | Група Е       | ПСВ               | 0-1     | 2-1  | първ. 2 |
| 2020-21 | Лига Европа | Група Е       | ПАОК              | 0-0     | 0-0  | първ. 2 |
| 2020-21 | Лига Европа | Група Е       | Омония            | 2-1     | 2-0  | първ. 2 |
| 2020-21 | Лига Европа | 1/16          | Наполи            | 2-0     | 1-2  | 3-2     |
| 2020-21 | Лига Европа | 1/8           | Мьолде            | 2-0     | 1-2  | 3-2     |
| 2020-21 | Лига Европа | 1/4           | Манчестър Юнайтед | 0-2     | 0-2  | 0-4     |

## Сезони
17 сезона в Ла Лига
31 сезона в Сегунда Дивисион
22 сезона в Сегунда Дивисион Б
5 сезона в Терсера дивисион (3-то ниво преди 1977 – 78)
2 сезона в Регионалното

## Стадион
След основаването на отбора, ФК Гранада играе на стадион „Кампо де лас Таблас“, открит на 20 декември 1931. Този стадион е съществувал малко, защото на 23 декември 1934, нов стадион е открит: „Естадио лос Карменес“.